# Coleophora seminalis
Coleophora seminalis là một loài bướm đêm thuộc họ Coleophoridae. Nó được tìm thấy ở Úc và Malesia.